# Cercle de Tessalit
Le cercle de Tessalit est une collectivité territoriale malienne dans la région de Kidal.
Il compte 3 communes : Adjelhoc, Tessalit et Timtaghene.
La population est essentiellement composée de Touaregs.

## Politique
Mme Assory Aïcha Belco Maïga (Adéma-Pasj) a été élue présidente du conseil de cercle de Tessalit en juin 2009.